# Les Rivières pourpres (roman)
Pour les articles homonymes, voir Les Rivières pourpres.
Les Rivières pourpres est le deuxième roman de Jean-Christophe Grangé paru en septembre 1998.

## Résumé
Le commissaire parisien Pierre Niémans est envoyé à Guernon, ville imaginaire des Alpes françaises (près de Grenoble), à la suite d'un meurtre dont la victime a été placée dans une mise en scène particulièrement macabre, impliquant des sévices et des mutilations.
À des centaines de kilomètres de là, le lieutenant Abdouf est envoyé dans un cimetière où une tombe d'enfant appartenant à Jude Itero a été profanée.
Ces deux enquêtes à première vue bien distinctes ne le sont pas, en fait, et tous deux vont travailler ensemble à chercher la vérité.

## Personnages (par ordre d'apparition)
- Pierre Niémans : personnage principal du roman (avec Karim Abdouf). Policier parisien, il est commissaire principal. Souffre de cynophobie et d'accès de violence, est d'ailleurs l'objet d'une procédure de l'IGPN pour violence excessive lors de l'arrestation d'un hooligan lors d'un match.
- Antoine Rheims : supérieur hiérarchique de Niémans, l'envoie au vert à Guernon.
- Éric Joisneau : lieutenant de la police judiciaire régionale de Grenoble, travaille sous Niémans.
- Bernard Terpentes : juge d'instruction chargé de l'enquête.
- Roger Barnes : commandant de la brigade de gendarmerie de Guernon.
- René Vermont : délégué à l'enquête par la section de recherche de gendarmerie.
- Vincent Luyse : recteur de l'université de Guernon.
- Rémy Caillois : 25 ans ; responsable de la bibliothèque de l'université de Guernon où il a été étudiant. C'est la première victime. Il préparait une thèse sur les aspects philosophiques du sport.
- Fanny Ferreira : 25 ans également. Professeur de géologie, elle est la plus jeune doctorante de France. C'est elle qui a découvert le corps de Rémy Caillois.
- Karim Abdouf : c'est l'autre personnage principal du roman. Il est policier à Sarzac, petite ville du département du Lot. Il a 29 ans.Orphelin, il a passé sa jeunesse à Nanterre, fréquentant les milieux délinquants et interlopes.
- Henri Crozier : 54 ans. Il est le chef du bureau de police de Sarzac.
- Marc Costes : médecin légiste, appelé à l'université de Guernon après la découverte du corps de Rémy Caillois.
- Sophie Caillois : veuve de Rémy. C'est une très belle femme.
- Jude Itero : jeune garçon juif de 10 ans, enterré dans un caveau du cimetière de Sarzac. La suite de l'histoire révélera sa véritable identité surprenante.
- Alain Derteaux : horticulteur à Guernon.
- Stéphane Macé : 42 ans. Il est médecin à Cambuse, ville proche de Sarzac.
- Jean-Pierre Cau : photographe à Cahors, travaille dans les écoles.
- ? : jeune prêtre de Sarzac. 25 ans.
- Philippe Sertys : 26 ans. Célibataire. Il est aide-soignant à l'hôpital de Guernon. C'est la seconde victime.
- Sœur Andrée : moniale du couvent de Saint-Jean-la-Croix, dans la région de Sète.
- ? : cracheur de feu dans un petit cirque à Sète.
- Edmond Chernecé : ophtalmologue à Annecy. Il a plus de 60 ans. Il sera la 3eme victime.
- Patrick Astier : chimiste, il collabore avec Marc Costes, le médecin légiste.
- Docteur Champelaz : directeur de l'institut pour enfants aveugles, proche de Guernon.
- Fabienne Hérault : mère de Jude Itero. C'est une femme de grande taille, institutrice et pianiste. Elle était mariée à Sylvain Hérault, cristallier, mort dans un accident de la route.

## Adaptations
- 2000 : Les Rivières pourpres, film français réalisé par Mathieu Kassovitz, d'après le roman homonyme, avec Jean Reno (Pierre Niemans) et Vincent Cassel (Max Kerkerian). Le lieutenant Abdouf devient dans le film le lieutenant Kerkerian.
- 2018 : Les Rivières pourpres, série télévisée faisant suite au roman, avec Olivier Marchal

## Livre audio
- Jean-Christophe Grangé, Les Rivières pourpres, La Roque-sur-Pernes, Éditions VDB, 1er septembre 2004 (ISBN 978-2-84694-195-2, BNF 40226850)Narrateur : José Heuzé ; support : 10 disques compacts audio ; durée : 11 h 43 min environ ; référence éditeur : Livres audio V.D.B. VDB047. Réédité ultérieurement sous forme d'un disque compact audio MP3.